# UTalk
uTalk (от англ. You Talk — ты говоришь) — мобильная программа, клиент для сетей uTalk, ВКонтакте, Windows Live Messenger (MSN), AOL Instant Messenger (AIM), Yahoo! Messenger, Google Talk, ICQ, Jabber, iChat, Одноклассники.ru, iChat/MobileMe, Gadu-Gadu и Facebook Chat, при помощи которой можно отправлять текстовые, голосовые и фото сообщения с компьютера, мобильного устройства или КПК, общаться в группах, пользоваться социальными сетями (Facebook и Вконтакте), видеть друг друга на карте и т. д.
Разработчиком приложения является американская компания Top Space Enterprises LLC.

## Функции
- Кроссплатформенность.
- Функция настройки внешнего вида контакт-листа и окна сообщений.
- Большое количество поддерживаемых сервисов.
- Низкие затраты трафика.
- Возможность общения в группах.
- «Функция локации» — позволяет собеседникам видеть друг друга на карте. Так же при общении в группах.
- Обмен фото и аудио сообщениями.
- Изменение статусного сообщения сразу в нескольких социальных сетях.
- История переписки, поддержка истории для всех сервисов.
- Функция просмотра ближайших групп на карте.

## Боты uTalk
- Image-бот при любом запросе членов группы выдает изображение по теме запроса
- Admin-бот отслеживает и наказывает распространителей спам- и нецензурных сообщений
- Бот-переводчик может переводить тексты напрямую в чате
- Wiki-бот: отправив боту любое слово или фразу, пользователь увидит статью из Википедии либо список похожих статей
- RSS-бот: владельцам групп предоставляется возможность выбрать тематику новостей, которые бот будет публиковать в групповом чате

## История
С 2010 года программа uTalk встраивается во все телефоны компании Samsung Electronics с поддержкой GPRS/WAP интернета. Так же она подходит для всех телефонов в странах СНГ. Программа uTalk поддерживает 16 языков.
Регистрация и использование программы является бесплатным. Дополнительно существует Premium версия клиента, с увеличенным количеством функций.
С 2011 года uTalk доступен для скачивания в крупных онлайн-магазинах приложений iTunes store, Ovi store, Android market и Amazon., была добавлена функция подключения Premium-аккаунта и группы на официальный сайт, в раздел «Мой профиль» был добавлен дополнительный функционал по подключению чат ботов и дополнительных функций.
C 2011 года разработчики покинули проект; новые владельцы не стали продолжать его разработку. В 2014 году компания, создавшая мессенджер uTalk (Instant Message) обратилась в арбитражный суд Москвы с иском против ООО «Самсунг электроникс Рус Компани». Разработчик требовал объявить российское представительство Samsung Electronics банкротом.